# ليل ويلكوكس
لايل ويلكوكس (من مواليد 18 يوليو 1987) هي متسابقة دراجات فائقة التحمل فازت بسباق ترانس آم للدراجات في عام 2016، وحققت الرقم القياسي لدورة تقسيم الجولة للسيدات في تجربة زمنية فردية (ITT) في عام 2015. كانت أول أمريكية تفوز بسباق ترانس آم. لقد سجلت أيضًا الرقم القياسي الإجمالي للدورة خلال الوقت الذي قضته على طريق باجة.

## حياتها الشخصية
نشأت ويلكوكس في أنكوريج، ألاسكا. وتخرجت من جامعة بوجيه ساوند عام 2008 بدرجة علمية في العلوم الطبيعية والأدب الفرنسي.
بدأت ويلكوكس ركوب الدراجات في عام 2008 عندما كانت في العشرين من عمرها، عندما قررت هي وصديقها نيكولاس كارمان القيام بجولة حول العالم. عمل الاثنان في فترات زمنية لجمع المال، وانطلقا في جولة بالدراجة في أكثر من ثلاثين دولة. بدأوا في أمريكا الشمالية، ثم سافروا في أوروبا الشرقية والشرق الأوسط وأفريقيا، وقطعوا أكثر من 100000 ميل.
انفصلت ويلكوكس وكارمان في عام 2017. في مايو 2021، تزوجت ويلكوكس من روجيل "رو" كالاديت، وهو مصور صحفي قام بتوثيق العديد من جولات ويلكوكس.

## المبادرات والرعاية
في شتاء وربيع 2015-2016، شاركت ويلكوكس وكارمان في تطوير طريق باجا لركوب الدراجات خارج الرصيف، والذي يمتد من سان دييغو، كاليفورنيا عبر سان خوسيه ديل كابو وإلى لا باز، باها كاليفورنيا سور، المكسيك.
اعتبارًا من عام 2016، قامت ويلكوكس وكارمان، جنبًا إلى جنب مع والدة ويلكوكس، وداون ويلكوكس، بتدريس مهارات ركوب الدراجات وإصلاح الدراجات لأطفال المدارس الابتدائية في أنكوريج. كما قاموا بإدارة برنامج لجمع الدراجات للتبرع بها لأطفال المدارس. اعتبارًا من 2018-2019، شاركت لايل في قيادة برنامج مرسى الحصباء لجذب المزيد من الفتيات المحليات لركوب الدراجات، وتتحدث عنها وعن البرامج الأخرى.
اعتبارًا من 2018-2020، حصلت ويلكوكس على رعاية عامة من شركة التصاميم المتخصصة والحيوية.

## سباق
سمعت لايل عن تحدي هوليلاند ودخلا فيه، وهو سباق غير مدعوم بطول 1000 ميل في جميع أنحاء البلاد. كانت أصغر متسابقة والمرأة الوحيدة. قادت السباق بمسافة 25 ميلاً في اليوم الأول، وعلى الرغم من أنها لم تفز بالسباق، إلا أنها ركزت بشدة على سباقات التحمل.

### سباق ترانس آم
في عام 2016، شاركت ويلكوكس في سباق ترانس آم للدراجات الذي يبلغ طوله 4400 ميل والذي يعبر الولايات المتحدة من الغرب إلى الشرق. وباعتبارها امرأة صغيرة الحجم ترتدي ملابس غير مناسبة لركوب الدراجات، ولديها خبرة قليلة جدًا في سباقات الطرق، لم يكن من المتوقع منها أن تنافس، ناهيك عن الفوز. بلغ متوسطها 235 ميلًا يوميًا لمدة 18 يومًا، وكان متوسط نومها أقل من 5 ساعات في الليلة. في الصباح الأخير، كانت متخلفة عن ستيفن ستريش بمقدار 40 ميلاً. في ذلك الصباح، استيقظت سترايش وبدأت بالتوجه غربًا عن طريق الخطأ. التقت ويلكوكس مع ستريش في بومباس، فيرجينيا. اقترحت ستريش أن يركبوا حتى النهاية معًا، وأجابت ويلكوكس: "هذا سباق" وأسرعت مسافة 130 ميلًا الأخيرة إلى الساحل لتصبح أول امرأة وأول أمريكية تفوز بالسباق. انطلقت ويلكوكس بسرعة في الساعات الأخيرة لتفوز بالسباق في 18 يومًا وعشر دقائق.

## تحطيم الأرقام القياسية

### تقسيم الجولة
في عام 2015، حطمت ويلكوكس الرقم القياسي للسيدات في تقسيم الجولة بأكثر من يومين، التي لا تزال تعتبر عديمة الخبرة نسبيًا في سباقات الطرق. لقد غطت سباق 2745 ميلًا في 15 يومًا و10 ساعات و59 دقيقة في تجربة زمنية فردية (ITT).

### تقسيم باجة
في عام 2015، سجلت ويلكوكس الرقم القياسي للسيدات لأسرع وقت على طريق باجا. وفي عام 2017، حطمت الرقم القياسي للرجال أيضًا.

### نافاد 1000
في عام 2018، أصبحت ويلكوكس ثاني امرأة تكمل سباق نافاد 1000 للدراجات الهوائية في سويسرا، حيث احتلت المركز الثاني. يتميز السباق بمسافة 627 ميلاً و99770 قدمًا من التسلق. أَحْيا ذكرى سباق لايل في فيلم "أنا لا أتوقف" من إنتاج روجيل كالاديت.

### تحدي طريق ويستفيورد
في يونيو 2022، أصبحت ويلكوكس هي الفائزة الأولة في تحدي طريق وستفيجوردس.